# Waldschutz

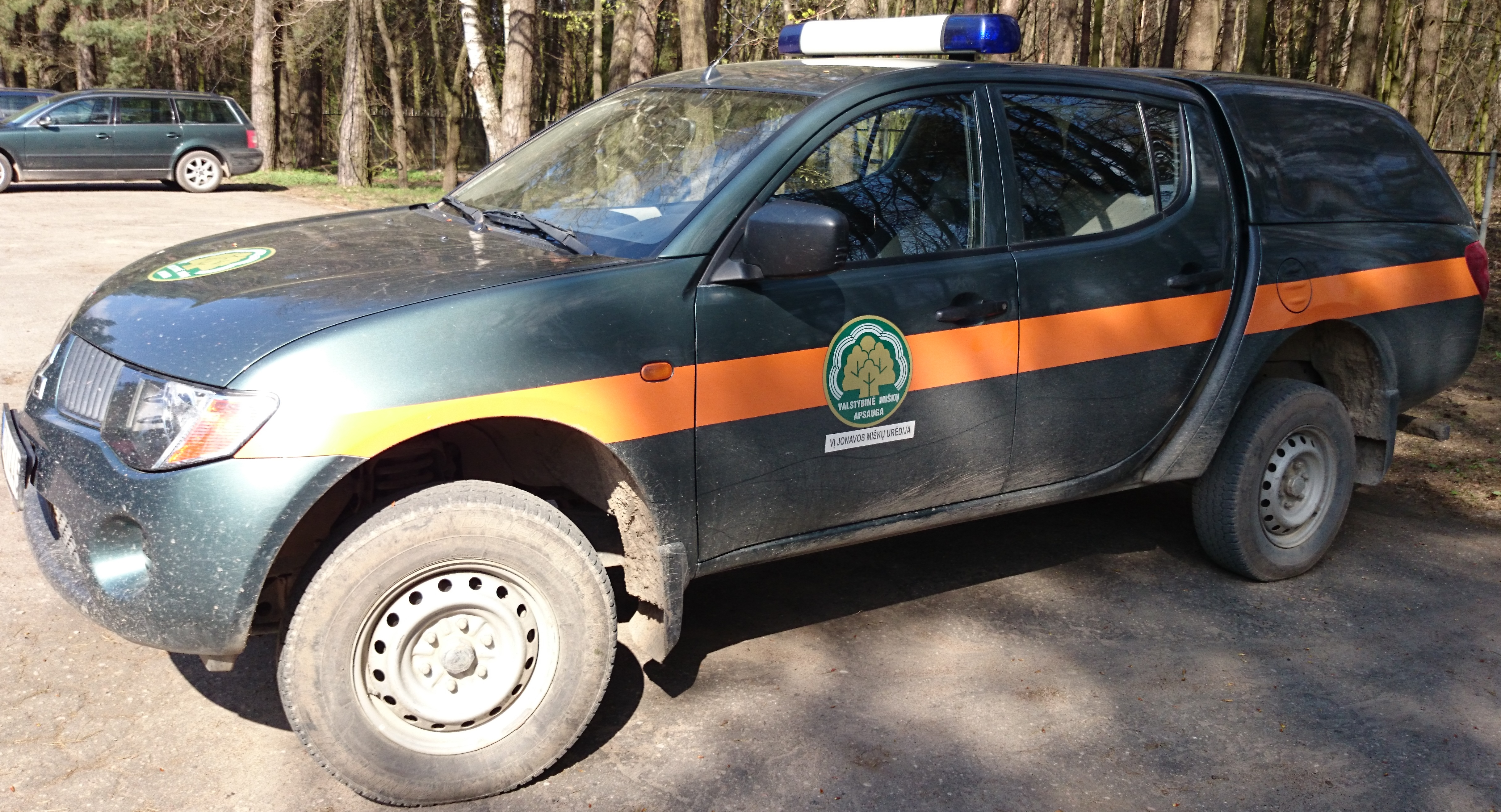
Waldschutz-Auto in Litauen

Unter Waldschutz (auch Forstschutz) werden in der Forstwirtschaft Maßnahmen zum Schutz von Wäldern und Baumbeständen vor Schäden jeglicher Art verstanden. Dabei werden sowohl die forstwirtschaftlichen wie auch die nicht-materiellen Ansprüche (wie Erholung, Klimawirkung oder Landschaftsgestaltung) an den Wald als schützenswert betrachtet.
In der Vergangenheit bezeichnete man mit Waldschutz oder Forstschutz insbesondere die hoheitlich polizeiliche Tätigkeit des Forstpersonals, die sich gegen allgemeine Straftäter, insbesondere aber gegen so genannte Wald- oder Forstfrevler (beispielsweise Diebstahl von Holz oder Reisig, Wilderei, Fischwilderei, unerlaubte Waldweide), richtete. Heute steht der Schutz des Waldes gegen schädliche Tiere, Pilze und Pflanzen (Forstschädlinge) oder Umwelteinflüsse im Vordergrund.

## Forschungsgeschichte
Erst Mitte des 20. Jahrhunderts begann der Waldschutz, sich als Forschungsthema an deutschen Universitäten zu verbreiten. Als Pioniere des Waldschutzes in Deutschland gelten die mittlerweile verstorbenen Gustav Wellenstein (Freiburg), Fritz Schwerdtfeger (Eberswalde/Göttingen) und Wolfgang Schwenke (München). Die Existenz von Pheromonen war ihnen zu Beginn noch nicht bekannt.

## Praktischer Waldschutz

### Gefahren für den Wald

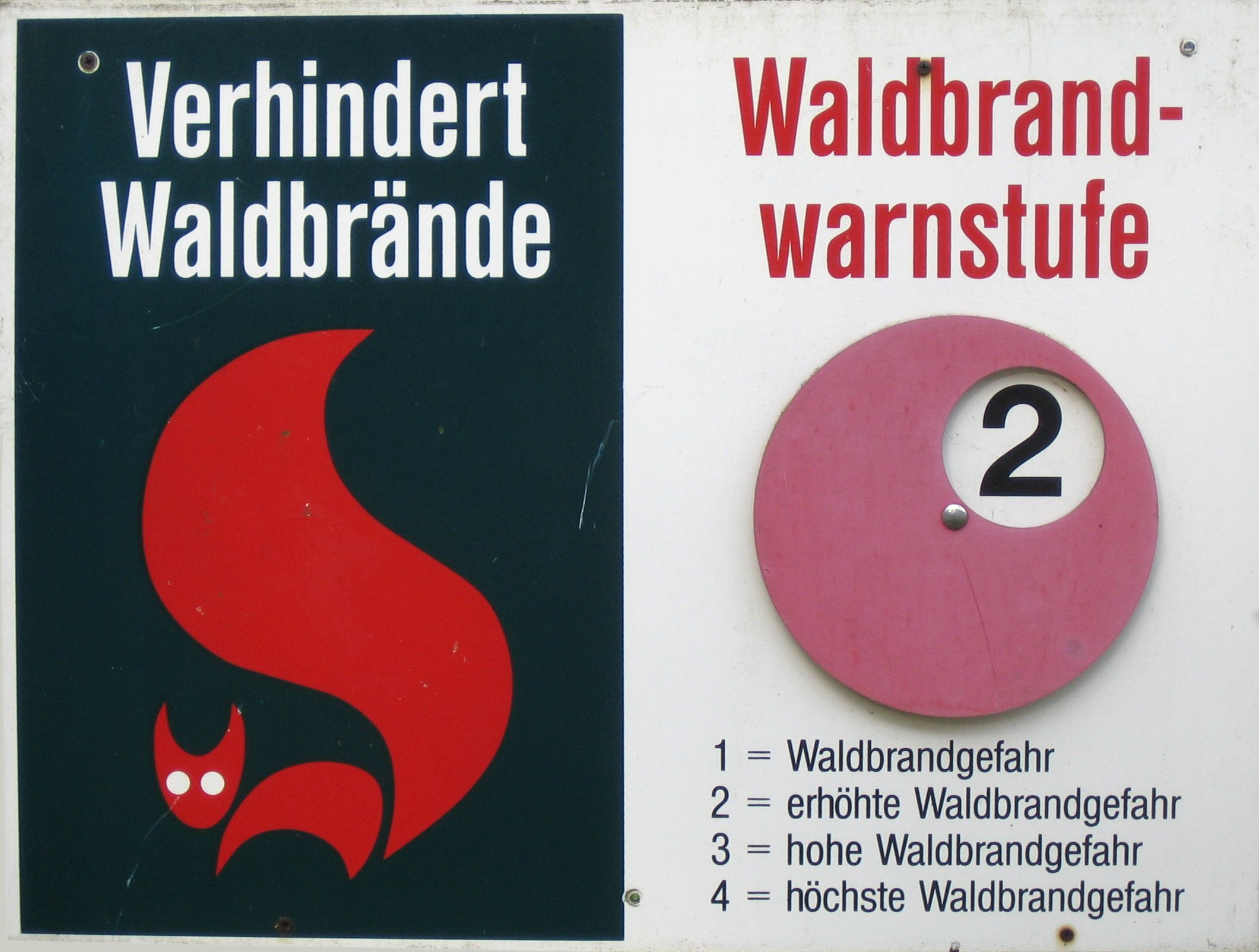
Waldbrand-Warntafel

Die Leistungsfähigkeit des Waldes wird sowohl von biotischen wie auch von abiotischen Faktoren bedroht. Darüber hinaus kann der Wald auch durch forstwirtschaftliche Maßnahmen geschädigt werden, beispielsweise durch Rückeschäden.
Die wesentlichen biotischen Gefahren für den Wald sind
- Schadinsekten wie Borkenkäfer (z. B. Buchdrucker und Kupferstecher an Fichte), Eichenwickler oder Schwammspinner
- Wildverbiss
- Pilzschäden

Zu den abiotischen Gefahren zählen:
- Klimaeinflüsse (Wetter) wie Sturm (Sturmholz), Schnee, Eis, Frost, Trockenheit, Hitze und Blitzschlag
- Feuergefahr (Waldbrand)
- Eintrag von Schadstoffen (Waldsterben)

### Methoden des Waldschutzes
Im Rahmen des Waldschutzes werden zahlreiche unterschiedliche Methoden angewandt. Hierbei kommt dem integrierten Pflanzenschutz eine besondere Rolle zu. Ein Schwerpunkt liegt dabei auf dem Schutz gegen biotische Faktoren, da die meisten abiotischen Faktoren durch Menschen kaum, allenfalls die verschiedenen Dispositionen durch entsprechende waldbauliche Maßnahmen, beeinflussbar sind. Schäden durch die forstwirtschaftliche Nutzung werden durch die entsprechende Ausbildung der Mitarbeiter minimiert.

#### Schutz vor biotischen Gefahren
Die Maßnahmen gegen biotische Gefahren lassen sich grob in vier Bereiche einteilen:
- Zu den physikalischen Verfahren zählen die Nasslagerung und die Entrindung von geschlagenem Holz, die Einzäunung von Aufforstungsflächen und der mechanische Schutz junger Bäume gegen Wildverbiss.
- Chemische Verfahren des Waldschutzes umfassen den Einsatz von Fungiziden, Insektiziden, Herbiziden und Rodentiziden. Dabei kommt eine Vielzahl unterschiedlicher Wirkstoffe zum Einsatz, zu denen unter anderem Schwefel, Cyhalothrin, Cypermethrin, Glyphosat und Zinkphosphid gehören.[1]
- Die biologischen Waldschutzverfahren zerfallen in zwei Bereiche: zum einen die Förderung von Nutzorganismen wie Vögeln, Fledermäusen oder Ameisen, beispielsweise durch die Anlage von Totholz-Inseln, und zum anderen durch den Einsatz gentechnisch veränderter Organismen wie verschiedenen Bacillus thuringiensis-Unterarten.
- Davon unterschieden werden biotechnische Waldschutzverfahren, die auf der „Zweckentfremdung“ natürlicher Reaktionen auf Reize beruhen. Als physikalische Reize werden Wildreflektoren eingesetzt, während Lockstofffallen und Repellents (Schäl- und Verbiss-Schutzmittel) mit chemischen Reizen wirken.

Auch die Bestandsregulierung des Wildes durch Jagd dient dem Wald- und Forstschutz, da die Bestandesbegründung durch Naturverjüngung wesentlicher Bestandteil der modernen Forstwirtschaft ist und waldbauliche Zielsetzungen durch überhöhte Wildbestände oftmals nur mit erheblichem finanziellem Aufwand (Einzelschutz, Zäunung) realisierbar sind. Sie wird aber bei akzeptablen Wildständen nicht zu den Kernaufgaben des Waldschutzes gezählt.

#### Schutz vor abiotischen Gefahren
Die Möglichkeiten zum Schutz vor abiotischen Gefahren sind geringer, da diese nur in geringem Umfang direkt beeinflussbar sind. In Frage kommen unter anderem Maßnahmen des Waldbaus als Schutz gegen Sturm- oder klimatische Gefahren oder ggfs. Öffentlichkeitsarbeit, um Waldbränden vorzubeugen. Im Bereich des Immissionsschutzes wurden zahlreiche forstliche Maßnahmen wie zum Beispiel die Kalkung entwickelt, die allerdings nicht auf die Schadensursache wirken, sondern auf die Symptome.

### Ausführung

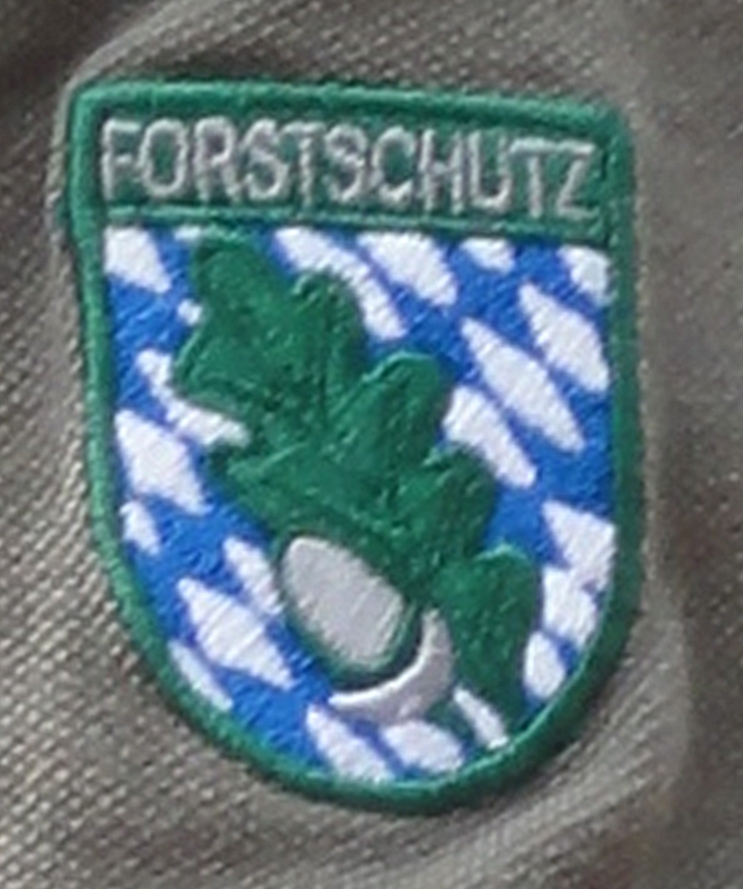
„Forstschutz“-Ärmelabzeichen Bayern

Waldschutz wird von Beamten des gehobenen Forstdienstes, den Förstern (auch: Revierleitern), oder auch von ausschließlich zu diesem Zwecke eingestellten Forstschutzbeauftragten wahrgenommen. Die Revierleiter und Forstschutzbeauftragten haben im Rahmen ihrer örtlichen und sachlichen Zuständigkeit die Stellung von Polizeivollzugsbeamten, das heißt die Befugnisse des Polizeivollzugsdienstes, jedoch in forstbezirks- oder kreisbezogenem und sachlich eingeschränktem Umfang.
In Bayern sind für den Forstschutz die im Vollzugsdienst tätigen Dienstkräften der bayerischen Polizei und die Forstschutzbeauftragten (Forstschutzbeamte und Forstschutzbeauftragte) zuständig.